# Claudiano Mamerto
Claudiano Ecdídio Mamerto (em latim: Claudianus Ecdidius Mamertus; c. 473) foi um teólogo galo-romano e irmão de São Mamerto, bispo de Vienne.

## Vida e obras
Provavelmente um descendente de umas das principais famílias da região, Claudiano abandonou seus bens materiais e abraçou a vida monástica. Ele também ajudou o irmão no cumprimento de suas funções: Sidônio Apolinário descreve-o dirigindo o canto dos salmos dividindo os cantores em dois grupos que cantavam os versos alternadamente enquanto o bispo estava no altar celebrando a missa ("Psalmorum hic modulator et phonascus ante altaria fratre gratulante instructas docuit sonare classes"). Esta passagem é importante para a história do canto litúrgico. No mesmo epigrama, que constitui o epitáfio de Claudiano Mamerto, Sidônio nos informa que ele compôs um lecionário, uma coleção de leituras das Escrituras para ser lido por ocasião de certas festas durante o ano litúrgico.
Ainda de acordo com Sidônio, Claudiano "penetrou as seitas com o poder da eloquência", uma alusão ao tratado em prosa intitulado "Sobre o Estado da Alma" (ou "Sobre a Substância da Alma"), escrito entre 468 e 472 com o objetivo de combater as ideias de Fausto, bispo de Reii (moderna Riez, na França), particularmente sua tese da corporalidade de alma. Platão, que provavelmente Mamerto leu no original em grego, Porfírio e especialmente Plotino e Santo Agostinho forneceram-lhe os argumentos necessários.
Porém, a abordagem era decididamente peripatética e augurava o escolasticismo dos séculos posteriores. Mesmo sua linguagem já tinha as mesmas características de alguns filósofos medievais: Claudiano usava muitos advérbios abstratos terminados em "-ter" ("essentialiter", "accidenter"; quarenta segundo La Broise). Por outro lado, ele reviveu palavras que já eram obsoletas e, numa carta a Sapaudo de Vienne, um retórico, sancionou a imitação de Névio (Nævius), Plauto, Varrão e Graco. Sem dúvida, ele conhecia estes autores somente através as citações utilizadas por gramáticos e a adotou seus estilos através de Apuleio, cujas obras estudou com afinco. É claro que esta tendência de copiar seus predecessores levou Claudiano a adquirir um modo de se expressar completamente artificial que Sidônio, tentando elogiar, chamou de "moderno antigo".
Além do tratado e da carta de Claudiano a Sidônio Apolinário, encontrada entre as cartas deste, alguns poemas também lhe foram atribuídos, embora erroneamente. Por exemplo, ele tem sido creditado com o "Pange, lingua", que é de Venâncio Fortunato; "Contra vanos poetas ad collegam", um poema recomendando a escolha de temas cristãos e escrito por Paulino de Nola; dois curtos poemas latinos em honra a Cristo, um de Cláudio Claudiano e outro de Marobaudo e finalmente dois poemas gregos sobre o mesmo tema, que também acredita-se serem obras de Cláudio Claudiano.
Dois fatos asseguram a Claudiano Mamerto um lugar na história do pensamento: ele participou da reação contra o semipelagianismo na Gália no final do século V e foi um precursor do escolasticismo, prevendo o sistema de Roscelino e Abelardo. O método lógico utilizado por Claudiano angariou a estima e a investigação de Berengário de Tours, Nicolau de Claraval, notário de São Bernardo, e Ricardo de Fournival.

## Atribuição
- "Claudianus Mamertus" na edição de 1913 da Enciclopédia Católica (em inglês).  Em domínio público.